# Phyllophaga ignava
Phyllophaga ignava är en skalbaggsart som beskrevs av Horn 1887. Phyllophaga ignava ingår i släktet Phyllophaga och familjen Melolonthidae. Inga underarter finns listade i Catalogue of Life.